# 武岡軍
武冈军，中国宋朝设置的軍。
北宋崇寧五年（1106年），改邵州武岡縣设置武岡軍。地屬荊湖南路。治所在武岡縣（今湖南省武岡市）。下辖臨岡县、武岡縣、綏寧縣三县。包括今湖南省武岡市、洞口縣、新寧縣、城步苗族自治县和通道侗族自治县、綏寧縣、邵陽市等地。元朝至元十四年（1277年）改为武岡路。